# Patrick Volson
 (août 2016).
Si vous disposez d'ouvrages ou d'articles de référence ou si vous connaissez des sites web de qualité traitant du thème abordé ici, merci de compléter l'article en donnant les références utiles à sa vérifiabilité et en les liant à la section « Notes et références ».
Patrick Volson, né le 19 septembre 1949 à Vals-les-Bains en Ardèche et mort le 27 août 2016 dans le 10e arrondissement de Paris, est un réalisateur français.

## Biographie
Fils d'un rescapé d'Auschwitz, Patrick Volson fait ses études secondaires au lycée Henri Poincaré à Nancy. Après son bac de philosophie, il part à Paris où il étudie la sociologie à la faculté de Censier et le yiddish à l'école des Langues orientales.
Il entre à la télévision comme conseiller artistique après avoir effectué des stages au cinéma. Il devient assistant de Claude de Givray, de Jean-Michel Meurice et de Claude-Jean Philippe.
Il est ensuite producteur artistique de différentes séries documentaires (Les Lieux communs, Repérages, Temps de pose). Il réalise aussi de nombreux films d'entreprise.
Jusqu'en 1991, il réalise principalement des documentaires de création pour la télévision qui lui valent de nombreuses récompenses.
Il meurt le 27 août 2016.

## Télévision
- 1986 : Les volcans de Negros, documentaire, série Philippines, naissance d'une nation ?(TF1), avec Eric Sarner journaliste et producteur délégué
- 1988 : Retour à Nancy, documentaire
- 1989 : Paroles d'otages, documentaire TV
- 1990 : Les années pilules documentaire
- Maman Daktari
- 1992 : Papa veut pas que je t'épouse (TV)
- 1993 : Le Paradis absolument (TV)
- 1994 : 3 000 scénarios contre un virus (1 épisode ; L'anniversaire) ;
- 1995 : L'Amour en prime (TV)
- 1996 : Un amour impossible (TV)
- 1996 : Le Voyage de Pénélope (TV)
- 1996 : Petit (TV)
- 1997 : Une voix en or
- 1998 : Ça commence à bien faire!
- 2002 : Le Secret de la belle de Mai (TV)
- 2002 : Le Camarguais, série TV (3 épisodes) ;
- 2002 : Père et maire, série TV (2 épisodes) ;
- 2003 : La Bête du Gévaudan (TV)
- 2004 : Trop jeune pour moi ? (TV)
- 2005 : Privés de télé feuilleton documentaire
- 2005 : Le Voyage de Louisa
- 2006 : Le Temps de la désobéissance (TV)
- 2006 : Hé M'sieur ! - Des yeux pour entendre
- La petite inconnue, écrit en collaboration avec Yann Brion
- 2007 : de La vie en jeu (TV), en collaboration avec Gilles Malençon et Sandro Agénor
- 2010 : Monsieur Julien
- 2010 : Ma femme, ma fille, deux bébés
- 2010 : Accident de parcours
- 2011 : Joséphine, ange gardien
- 2011 : Sempé dessinateur d'humour, documentaire
- 2012 : Un crime oublié
- 2012 : Duo